# Освецим, Станислав
Станислав Освецим (пол. Stanisław Oświęcim; около 1605, близ Пильзно — 1657, Поток (ныне Подкарпатское воеводство Польши) — польский дворянин XVII в. герба Радван; получил хорошее образование, участвовал в походах, много путешествовал, славился как учёный педагог, воспитывал детей и нес обязанности секретаря у коронного гетмана Станислава Конецпольского. Освецим вел дневник, часть которого сохранилась в рукописи в львовской библиотеке Оссолинских (под № 224); уцелели годы 1643—1647, часть 1650 и весь 1651, всего 868 страниц in folio. По количеству и подробности сообщаемых сведений дневник Освецима принадлежит к весьма важным источникам. Многие материалы дневника напечатаны, в переводе на русский язык, в «Киевской Старине» 1882 г.

## Сочинения
- Z podróży [Stanisława] Oświęcima : Turcya, Francya, Niemcy, Włochy. Lwów: Gubrynowicz i Schmidt, 1875, s. 203.
- Stanisława Oświęcima dyariusz 1643—1651 Архивная копия от 4 марта 2016 на Wayback Machine. Kraków: Nakładem Akademii Umiejętności, 1907, s. 427